# Ismael Pereira
Ismael Pereira Azevedo (Capela, 1 de outubro de 1940) é um pintor e ex-político brasileiro.

## Biografia
Filho Pedro Joaquim de Santana e Joana Pereira de Azevedo, já aos três anos de idade os pais se separaram e suas duas irmãs passaram a viver com o pai, enquanto o menino continuou do lado materno; com as dificuldades, mudaram-se no começo da década de 1950 para a capital do estado, onde ela instalou um pequeno restaurante.
Na década seguinte prestou serviço militar na Aeronáutica, indo para Salvador, assim como a mãe que o acompanhou. Após o período na caserna, onde atuou como desenhista, conseguiu um emprego na capital baiana, numa empresa que realizava publicidade em letreiros luminosos com uso de tinta acrílica, ocasião em que aprendeu a lidar com o material; montou sua própria agência ao voltar para Aracaju, trabalhando na área por vários anos, até mudar-se para Arapiraca, no vizinho estado de Alagoas.
Em Arapiraca constituiu família, e ingressa na política, elegendo-se vereador por uma década e, depois, deputado estadual por três legislaturas, pelo extinto Movimento Democrático Brasileiro (MDB). Publicou artigos, caricaturas e charges nos jornais e, paralela à vida pública, mantinha a atividade artística, com exposições, inclusive no México, onde conheceu o artista David Alfaro Siqueiros.
Com a primeira esposa, Cecy Roque Pereira, teve três filhos; ficando viúvo, contraiu novas núpcias com Isabel Cristina Melo, com quem teve três filhos. Mudou-se com a segunda família para Aracaju, onde vive.

## Carreira artística
Sua primeira mostra individual ocorreu em 1968, em Maceió, na já extinta Galeria Arko's. Participou de mostras coletivas internacionais, como a Feira Internacional de Arte de Lisboa de 2007.